# Юнаківська волость
Юнаківська волость — адміністративно-територіальна одиниця Сумського повіту Харківської губернії.

Найбільші поселення волості станом на 1914 рік:
- слобода Юнаківка — 8200 мешканців;
- село Басівка — 4576 мешканців.
- село Локня — 3041 мешканець.
- село Могриця — 5479 мешканців.

Старшиною волості був Носуленко Григорій Якимович, волосним писарем — Сороченко Никіфор Максимович, головою волосного суду — Борисенко Федір Васильович.